# Belle épine
Belle épine ist ein französisches Filmdrama von Rebecca Zlotowski aus dem Jahr 2010.

## Handlung
Die 16-jährige Prudence Friedmann wird nach einem Ladendiebstahl festgenommen. Die Polizistin ist irritiert, dass Prudence keine Kontaktperson angeben kann: Ihr Vater ist wegen einer Erbschaftsangelegenheit in Kanada und die Mutter vor zwei Wochen verstorben. Auf der Wache lernt Prudence die etwa gleichaltrige Maryline kennen, die in der Motorradszene aktiv ist. Sie sucht Maryline später in einer Bar auf und beide beenden den Tag in Prudences Wohnung. Maryline lädt sie für den Abend zu einem illegalen Bikerrennen nach Rungis ein und erhält dafür im Gegenzug von Prudence Ersatzschlüssel für die Wohnung. Als sie nach Rungis aufbrechen, wird Prudence von ihrer älteren Schwester abgepasst, die sie zum Essen mit der strengreligiösen, jüdischen Familie Cohen mitnimmt – Prudences Onkel und Tante. Hier trifft Prudence auch auf ihre Cousine Sonia, mit der sie abends heimlich aus dem Haus flieht. Sie begibt sich nach Rungis, wobei Sonia auf halbem Weg umdreht. In Rungis trifft Prudence mit Maryline zusammen und erlebt zum ersten Mal die Atmosphäre innerhalb der Bikerszene.
Einige Tage später gibt Prudence in ihrer Wohnung eine Party und irritiert damit Sonia, die die Nichteinhaltung der Trauerzeit kritisch sieht und nicht versteht, warum Prudence ihre Mutter nicht zu vermissen scheint. Auf der Party erscheint unter anderem der Biker Reynald, dem Prudence schließlich erzählt, dass ihre Mutter vor 16 Tagen verstorben ist. Beide küssen sich und fahren später mit dem Motorrad umher. Beim anschließenden Essen in einem Bistro kommt es zu einem Disput, weil Reynalds Motorrad Öl verliert und er damit den hinter sich fahrenden Biker potenziell gefährdet. Neben Reynald und Gerard ist auch der junge Franck anwesend, der Prudence gefällt. Beim anschließenden Abstecher ans Meer gibt Franck der frierenden Prudence seinen Schal.
Prudence sucht Franck auf der Arbeit auf, um ihm seinen Schal zurückzugeben. Beide flirten miteinander und kommen sich näher. Obwohl Maryline Prudence warnt, dass sie von den Bikern als leichtes Mädchen angesehen wird, wenn sie dort zu häufig erscheint, ignoriert Prudence ihren Rat. Sie trifft Franck bei einem Konzert wieder und beide schlafen schließlich in seiner Wohnung miteinander. Am nächsten Morgen ist Franck verschwunden. Prudence wird 17 und verbringt ihren Abend mit den Bikern im Kino. Weil es ihr nicht gut geht, gibt sie während der Vorstellung vor, auf Toilette zu müssen. Franck geht ihr nach und macht ihr eine Szene, weil sie in Wirklichkeit ganz gehen will. Er wirft ihr vor, immer nur an sich zu denken, und bricht mit ihr. Prudence wartet versteckt vor dem Kino auf die Biker, doch ignoriert Franck sie und nimmt stattdessen ein anderes Mädchen auf seinem Motorrad mit. Prudence macht sich allein auf den Heimweg. Unterwegs kommt sie zu einer Unfallstelle: Franck ist mit seinem Motorrad verunglückt, die Leiche seiner Beifahrerin wird gerade abgedeckt. Prudence kehrt unter Schock heim und bricht weinend zusammen, als sie glaubt, in der Küche ihre Mutter sitzen zu sehen. Sie weint um sie, die zu Lebzeiten schwerhörig war. Später geht sie an ihren Schreibtisch und nimmt das Hörgerät ihrer Mutter an sich. Sie steckt es auf dem Balkon in ihr Ohr und dreht die Lautstärke hoch.

## Produktion
Belle épine (dt. etwa Schöner Stachel) wurde in Le Havre gedreht. Die Kostüme schuf Isabelle Kerbec, die Filmbauten stammen von Diana Angulo. Der Film erlebte am 14. Mai 2010 auf den Internationalen Filmfestspielen von Cannes im Rahmen der Semaine de la critique seine Premiere. Am 10. November 2010 lief er in den französischen Kinos an und wurde im Mai 2011 auf DVD veröffentlicht. Am 24. September 2010 lief der Film auf dem Zurich Film Festival erstmals in der Schweiz. Am 1. September 2019 wurde Belle épine in der Arte-Mediathek veröffentlicht.
Der Film war das Regiedebüt von Rebecca Zlotowski. Valérie Schlumberger, die im Film einen kurzen Auftritt als Prudences Mutter Arlette hat, ist auch in Wirklichkeit die Mutter von Prudence-Darstellerin Léa Seydoux.

## Auszeichnungen
Belle épine gewann 2010 den Louis-Delluc-Preis als Bestes Erstlingswerk. Léa Seydoux wurde 2011 für einen César als Beste Nachwuchsdarstellerin nominiert.